# Голенищев-Кутузов, Сергей Александрович
Граф Серге́й Алекса́ндрович Голени́щев-Куту́зов (4 (16) июля 1885 — 12 ноября 1950) — офицер Кавалергардского полка, петроградский уездный предводитель дворянства в 1914—1917 годах.

## Биография
Родился в Таганроге (по другим данным — в Санкт-Петербурге). Второй сын генерал-майора графа Александра Васильевича Голенищева-Кутузова и его жены Веры Сергеевны, урождённой княжны Оболенской.
С 1902 года воспитывался в Пажеском корпусе, по окончании которого 22 апреля 1905 года был произведен из камер-пажей в корнеты Кавалергардского полка. В 1906—1907 годах состоял причисленным к русскому посольству в Риме. В 1908 году вышел в отставку. В 1914 году был избран Петроградским уездным предводителем дворянства, в каковой должности пробыл до Февральской революции.
Во время Гражданской войны участвовал в Белом движении в составе Добровольческой армии и ВСЮР. С конца 1918 по февраль 1920 года был начальником Ялтинского уезда.
С августа 1920 года в эмиграции во Франции. Жил в Париже, занимался коммерческой деятельностью. С 1922 года работал конторским служащим в Доме моды Габриэль Шанель. В 1920 году стал членом-учредителем «Русского очага во Франции», затем входил в его Совет старшин. Был членом ряда масонских лож Парижа. В 1940-е годы переехал в США. Принимал деятельное участие в церковной жизни, основал «Общество помощи одиноким русским, находящимся в госпиталях».
Умер в 1950 году в Хьюстоне. С его смертью графская ветвь Голенищевых-Кутузовых пресеклась.

## Семья
С 1908 года был женат на фрейлине графине Марии Александровне Чернышевой-Безобразовой (1889—1960), дочери графа А. Ф. Чернышева-Безобразова. Брак закончился разводом. Их дочери:
- София (1909—1995), замужем за князем Петром Владимировичем Трубецким.
- Марина (1912—1969), замужем за князем императорской крови Дмитрием Александровичем, во втором браке — де Нефвилль.